# Prometijum(III) oksid
Prometijum(III) oksid je jedinjenje sa formulom . On je najčešća forma prometijuma.

## Kristalna struktura
Prometijum oksid postoji u tri glavne kristalne forme:
| Forma        | Pirsonov simbol | Prostorna grupa | No. | a,b,c (nm)             | β(deg) | Z  | Gustina (g/cm3) |
| ------------ | --------------- | --------------- | --- | ---------------------- | ------ | -- | --------------- |
| Kubna        | cI80            | Ia3             | 206 | 1.099                  |        | 16 | 6.85            |
| Monoklinična | mS30            | C2/m            | 12  | 1.422; 0.365; 0.891    | 100.1  | 6  | 7.48            |
| Heksagonalna | hP5             | P3m1            | 164 | 0.3802; 0.3802; 0.5954 |        | 1  | 7.62            |

*a, b i c su parametri rešetke, Z broj jedinica formule po ćeliji, gustina se računa na osnovu Rendgenskih podataka.